# Fjeldkvæg
Fjeldkvæg er en svensk tamkvægsrace, og er den populæreste og mest almindelige af de svenske landracer.
Fjeldkvæg nedstammer oprindeligt fra det nordlige Sverige og regnes til gruppen af svensk hornløst kvæg. Som de øvrige racer i gruppen er den selvsagt hornløs. Øvrige kendetegn er hvid pels, som regel med sorte eller rødbrune pletter. Fjeldkvæg er tilpasset et koldt klima, og er mindre end andre kvægracer, og stærk og udholdende. Med sine 450 kg giver den ikke meget mælk, men mælken er på den anden side federe end fra andre køer.
Fjeldkvæg er en af de udrydningstruede husdyrsracer som Statens jordbruksverk giver særskilt tilskud for dets bevarelse. Nu om dage øges antallet kraftigt, og i 2002 fandtes 2.495 registrerede dyr.